# Stelis choerorhyncha
Stelis choerorhyncha är en orkidéart som först beskrevs av Carlyle August Luer, och fick sitt nu gällande namn av Alec M. Pridgeon och Mark W. Chase. Stelis choerorhyncha ingår i släktet Stelis och familjen orkidéer. Inga underarter finns listade i Catalogue of Life.